# Prognosticum futuri saeculi
Il Prognosticum futuri saeculi è un’opera teologica riguardante l’escatologia cristiana in tre libri, scritta da Giuliano di Toledo nel 688. Annoverato tra le opere di Giuliano già dal suo successore Felice di Toledo, questo testo è preceduto al suo interno da una lettera ad Idalio, vescovo di Barcellona, a cui l’opera è dedicata, e dall'Oratio ad Deum, preghiera con cui Giuliano raccomanda se stesso e il Prognosticum a Cristo.

## La lettera ad Idalio
La lettera introduttoria all’opera ad Idalio accompagnava la prima copia del Prognosticum spedita al vescovo di Barcellona. La lettera ricorda l’occasione in cui Giuliano concepì l’opera, ossia un intenso dialogo avvenuto tra Giuliano e lo stesso Idalio il giorno del Venerdì Santo del 687 presso la sede episcopale di Toledo. Idalio soffriva da tempo di gotta e nonostante le sue condizioni di salute molto precarie e un viaggio estenuante si era recato a Toledo per partecipare al XV Concilio e lì aveva avuto questa occasione di dialogo con Giuliano. Il metropolita di Toledo ricorda in questa lettera prefatoria con grandissimo affetto quei momenti passati con Idalio, con cui, avendo preso il Vangelo e sotto delle coperte, rilessero la Passione di Cristo con molta commozione giungendo a parlare della condizione delle anime tra la morte terrena e il giorno del Giudizio. Nella prima sezione di questa lettera Giuliano, dopo aver lamentato una presunta ineffabilità nel ricordare quel Venerdì Santo, lo rievoca trasmettendo l’immagine della Pasqua come punto centrale della vita di ogni cristiano e al tempo stesso come punto di partenza per ogni riflessione escatologica. Nella seconda parte Giuliano rievoca come dal silenzio commosso e contemplativo nacque il dialogo teologico sulle anime da cui ha origine l’opera. I due vescovi decisero che le loro riflessioni dovessero essere messe per iscritto e pertanto si servirono di uno scriba che annotasse i loro interventi. Con la terza parte della lettera, Giuliano ricorda il periodo di composizione dell’opera, un momento di serenità favorito dalla partenza del re e di gran parte dei cittadini di Toledo per una spedizione militare. Egli chiede infine ad Idalio di correggere il testo laddove eventualmente avesse commesso degli errori e di criticarlo dove necessario per apportare dei miglioramenti.

## Oratio ad Deum
L’Oratio ad Deum ha uno scopo ben preciso: introdurre il lettore nel clima solenne che incontrerà nell’intera opera. La preghiera è un grido di aiuto a Cristo: Giuliano si sente come un pellegrino nel deserto, simbolo delle difficoltà della vita, che supplica Gesù di sorreggerlo e di perdonare i suoi errori affinché lui possa alla fine della vita accedere alla Gerusalemme Celeste. La preghiera è colma di eco veterotestamentarie, su tutte il Salmo 62, scritto dal re Davide. Nella preghiera Giuliano sottolinea come quanto andrà a trattare nel Prognosticum non è frutto di una o più visioni, ma dello studio dei Padri e di quanto la mente umana può da se stessa conoscere circa l’anima dopo la morte. La preghiera si conclude poi ad anello, con la rinnovata richiesta che dopo la sua morte Giuliano possa accedere al Regno Celeste.

## Prognosticum futuri saeculi
Il Prognosticum futuri saeculi è un titolo che si può attribuire alla volontà dello stesso Giuliano, in quanto nella Lettera ad Idalio e, se non bastasse, anche in Felice di Toledo, è presente questa dicitura. La critica di fronte ad un legittimo dubbio, ossia se il titolo dovesse essere Prognosticum o Prognosticon alla greca, ha decretato come corretta la prima opzione tenendo conto del fatto che tutti i manoscritti più antichi che citano l’opera hanno la dicitura latinizzata, mentre, al contrario, solo dei manoscritti tardivi e filologicamente secondari hanno il titolo greco. A questo si deve aggiungere che nella lettera prefatoria di Giuliano e nella Vita sancti Iuliani di Felice viene riportata la voce latinizzata. La parola prognosticum che Giuliano trovò nelle Etymologiae di Isidoro aveva il valore di “conoscenza anticipata delle realtà future”. Giuliano era perfettamente a conoscenza del fatto che si trattasse di una parola di origine greca e la scelta dell’autore forse cadde proprio per questo motivo su questo termine in quanto il cristianesimo aveva conosciuto la sua diffusione in Occidente in primis grazie al greco.
Il Prognosticum potrebbe essere visto in maniera superficiale come una sorta di centone di citazioni bibliche e patristiche. La presenza di queste ultime in largo numero è effettiva, ma ciò non toglie la portata di originalità di questa opera: Giuliano innanzitutto lega passi biblici e patristici in modo non scontato, inoltre non si limita a riferire testi a lui antecedenti, ma si sforza di spiegarli e dare loro senso nel contesto dell’opera. Il Prognosticum si presenta pertanto come esemplare di un nuovo modo di fare teologia, in cui le citazioni sono dense di insegnamenti teologici, ma ad esse si aggiungono anche ragionamenti riassuntivi e argomentazioni razionali da parte dell’autore. Una funzione fondamentale la presentano anche i titoli dei paragrafi dell’opera che sono lapidari e enfatici e costituiscono una vera e propria bussola per il lettore cristiano. Essi sono il frutto della capacità retorica di Giuliano, ma anche di una sua lunga e meditata riflessione su questi temi escatologici. Tutto ciò fa del Prognosticum il più antico trattato sistematico di escatologia cristiana.
La finalità primaria del Prognosticum doveva essere didattica, come è tipico per le opere di Giuliano: lo scopo dichiarato dall’autore nella Prefazione è quello di voler rendere più comprensibile al cristiano non solo la morte, ma anche e soprattutto a cosa l’anima va incontro dopo di essa. Per questo fine così importante egli decide di servirsi delle auctoritates cristiane: la Bibbia e i Padri della Chiesa. Inoltre, l’opera, proprio per il fine per cui era stata concepita, divenne di fatto anche un manuale di teologia per la formazione dei chierici della scuola episcopale di Toledo.
Il primo libro del Prognosticum si intitola De origine mortis humanae: è costituito da 22 brevissimi capitoli e, come suggerisce il titolo, si occupa del mistero della morte. Innanzitutto, il libro esordisce sul perché e come la morte ha fatto la sua comparsa e poi affronta diverse tematiche sempre relative al medesimo tema: l’etimologia della parola morte, se l’uomo è stato creato mortale o immortale, il fatto che i cristiani aspettano con ansia la morte, le diverse tipologie di morte e di sepoltura. Partendo dalla conoscenza dei Padri e della Bibbia e servendosi della sua elegante capacità retorica, Giuliano risponde ai quesiti: la morte ha origine nel momento in cui l’uomo commise il Peccato Originale, prima infatti l’essere umano era stato creato in modo tale che, se avesse obbedito a Dio, avrebbe preso parte della sua immortalità. L’etimologia della parola “morte” è a dir poco inerente a questo tema: essa deriverebbe da morsus, quello del frutto proibito. Tutto insomma si lega a quel momento preciso raccontato nella Genesi. Giuliano scelse di affidare al primo libro questa tematica per tre motivi: il primo, l’occasione del dialogo tra Giuliano e Idalio era stata un Venerdì Santo, ossia il giorno della Passione di Cristo; il secondo, per parlare del destino dell’anima è di fatto necessario fare almeno un cenno sull’evento iniziale, appunto la morte; terzo, trattandosi di un'opera rivolta ai cristiani visigoti del loro tempo Giuliano doveva scendere a patti anche coi loro interessi e le loro ansie: tra le loro paure quella della morte e di cosa succedeva dopo di essa era sicuramente la più diffusa.
Il secondo libro ha un titolo piuttosto lungo, ma anch’esso enfatico: De animabus defunctorum quomodo se habeant ante ultimam corporum resurrectionem. È di 37 capitoli, occupa il cuore dell’opera e affronta la tematica che più di tutte interessava a Giuliano e, come a lui, anche al suo pubblico cristiano: qual è il destino dell’anima tra la morte e il Giorno del Giudizio. Questo era stato l’argomento affrontato dai due amici durante il Venerdì Santo: essi avevano cercato di rispondere nel modo più completo possibile mettendo in connessione tutto quanto sapevano fosse scritto su questa tematica nella Bibbia e nei Padri. Era così emerso il nucleo di quanto Giuliano scrive in questa sezione dell’opera. È bene tenere conto del fatto che Giuliano riteneva necessarie queste due condizioni, da cui iniziano le sue riflessioni: l’esistenza dell’anima e la sua sopravvivenza dopo la morte.
È sicuramente molto interessante la presentazione che Giuliano fa del paradiso e dell’inferno: esistono due paradisi, come due inferni. Il paradiso terrestre è quello relativo alla storia della creazione, quello della Gerusalemme Celeste ha invece a che fare con la storia della redenzione ed è proprio quest’ultimo che interessa a Giuliano (ma anche al suo pubblico). Questo è la bussola che deve orientare la vita del cristiano e le anime dei beati, una volta uscite dai corpi, vi si spostano immediatamente in uno stato di gioia perenne, ma anche di attesa. Quest’ultima è legata al fatto che l’anima e il corpo sono fatti per stare assieme e pertanto essa aspetta, contemplando Dio, il Giorno Finale quando potrà finalmente ricongiungersi col corpo e con esso continuare ad ammirare il Creatore. Per quanto riguarda l’inferno la questione è un po’ più complessa: Giuliano innanzitutto si occupa di chi è vissuto prima di Cristo collocando costoro, peccatori o no, in un’unica dimensione infernale, sulla scorta di Agostino. Con la venuta di Cristo la situazione però cambia: tutte le anime beate e perfette accedono direttamente al paradiso, le anime di coloro che non hanno raggiunto un tale grado di perfezione si trova in uno stato “purgatoriale” (anche se Giuliano non adotta questo termine), ossia di purificazione e infine le anime dei dannati vivono l’inferno, nel senso che quest’ultimo secondo Giuliano non è un vero luogo materiale, ma è una condizione di esistenza in cui l’anima deve sopportare pene e dolori.
Il terzo e ultimo libro si intitola De ultima corporum resurrectione, è costituito da 62 capitoli e si occupa di temi inerenti ai giorni finali del mondo: la Parousìa, il Giudizio, la risurrezione dei corpi e le conseguenze cosmiche di questi fatti. La costante che Giuliano rievoca spesso in questo libro è il legame tra uomo-anima-corpo: non solo è l’uomo e la sua anima ad aspettare che un domani ci sia ricongiungimento col corpo, ma addirittura è Dio stesso ad amare il corpo dell’uomo in quanto è molto vicino a lui, seppure chiaramente più debole. È quindi Dio stesso a premurarsi che alla fine dei tempi anima e corpo possano ricongiungersi. In queste tematiche molto complesse e delicate, riguardanti un momento non rivelato agli uomini né da Dio né da Cristo, Giuliano riesce a districarsi con grande abilità poggiandosi in maniera salda soprattutto sui Padri della Chiesa e in particolare Agostino.
Il Prognosticum si rivela a tutti gli effetti un capolavoro teologico: partendo da una base tradizionale e autorevole, quella dei Padri della Chiesa e delle Sacre Scritture, Giuliano costruisce una nuova e sapiente sintesi teologica, capace di assumere su di sé le ansie e gli interrogativi dei fedeli cristiani di quegli anni (e non solo) e di provare a darne una razionale sistematizzazione in un elegante e chiaro latino. L’opera è ricca di moltissime citazioni di vari autori messe assieme e analizzate in modo molto armonioso. Tra esse spiccano quelle dei classici: Virgilio, Livio e Sallustio su tutti, che Giuliano aveva avuto modo di studiare e di apprezzare negli anni giovanili presso la scuola episcopale. A queste fonti si devono aggiungere anche i Padri della Chiesa, anch’essi molto frequentati durante i suoi studi: l’amatissimo Agostino, Gregorio Magno, Girolamo, Ambrogio. Inoltre, Giuliano aveva in mente ulteriori personalità che segnarono parecchio la sua esistenza e la sua produzione: Fulgenzio, Cipriano, Cassiano, Orosio, Isidoro e soprattutto Eugenio II di Toledo, maestro di scuola e di vita. In aggiunta, Giuliano mostra di conoscere nelle loro versioni latine anche autori greci come Eusebio di Cesarea, Atanasio, Origene.
Si può fare una considerazione: prendendo come modello tutti questi autori, di fatto, Giuliano inseriva se stesso nel solco della medesima tradizione, diventandone lui stesso una parte importante. Non a caso il Prognosticum ebbe una fortunatissima tradizione manoscritta, sparsa per tutta l’Europa, ma soprattutto fu conosciuto e letto da autori medievali molto importanti: tra questi, Alcuino che lo cita esplicitamente nell'Adversus Elipandum (sebbene attribuisca il Prognosticum a Giuliano Pomerio e non a Giuliano di Toledo e, così facendo, trarrà in inganno molti lettori del Prognosticum a lui successivi), nel De varietate librorum seu de amore caelestis patriae, da Pietro Lombardo nei suoi Sententiarum Libri IV, da Onorio Augustudunense nel suo Elucidarium. Importante inoltre ricordare che i dotti carolingi (di cui Eginardo costituisce appunto un esempio) apprezzarono moltissimo l’opera e, come loro, anche i cistercensi al punto tale che resero il Prognosticum uno dei libri che dovevano essere letti nei Capitoli regolari o comunque da distribuire ai monaci come lettura personale nelle abazie di Citeaux e Cluny.
La tradizione del Prognosticum è vastissima: più di 150 manoscritti completi e più di 20 contenenti una parte dell’opera. È inoltre importante sottolineare come ben 52 sono i manoscritti antichi, anteriori al XII secolo; di questi, due sono i più antichi manoscritti del Prognosticum databili fra VIII e IX secolo. L'editio princeps del Prognosticum risale alla Milano probabilmente degli anni 90 del XV secolo, ma restano un mistero sia l’editore, sia lo stampatore, sia la datazione precisa. L’opera conobbe poi durante le controversie del periodo della Riforma due nuove edizioni: quella di Giovanni Dobeneck del 1536 a Lipsia e quella del domenicano Nicholaus Bugnee del 1554 a Parigi. Entrambi questi editori erano di parte cattolica. Nel 1564 ci fu una nuova edizione a stampa per opera di Boetius Epo. Un momento importante per il Prognosticum furono gli anni 1782-1785 quando tutte le opere di Giuliano furono ripubblicate per volere del cardinale Lorenzana, allora arcivescovo Primate di Toledo, nel secondo volume dei Sanctorum Patrum Toletanorum quotquot extant opera, cura et studio, relative alle opere di alcuni Padri Toletani. L’edizione critica oggi in uso è quella di Hillgarth per il Corpus Christianorum, Series Latina, volume CXV, frutto di decenni di studi.

### Edizioni
- Sancti Iuliani Toletanae sedis episcopi opera Pars.1 (Corpus Christianorum Series Latina, CXV) , ed. J.N. Hillgarth, Turnhout, 1976.
- Prognosticum futuri saeculi. Il preannuncio del mondo che verrà, ed. T. Stancati, Editrice italiana domenicana, Napoli, 2012.

### Studi
- G.G. Herrero, Notas sobre el papel del Prognosticum futuri saeculi de Julián de Toledo en la evolución de la idea medieval del purgatorio in Murcia 2006, (Antiguedad y cristianismo: Monografias historicas sobre la Antiguedad tardia, 23), pp. 503–514.
- J. N. Hillgarth, El Prognosticon futuri saeculi de San Julián de Toledo in «Analecta Sacra Tarraconensia» 30 (1957), pp. 5–61.
- J. N. Hillgarth, St Julian of Toledo in the Middle Ages in «Journal of the Warburg and Courtauld Institutes» 29 (1958), pp. 7–26.
- J. N. Hillgarth, Towards a critical edition of the works of St. Julian of Toledo in «Studia Patristica» 1 (1957), pp. 37–43.
- J. Madoz, Fuentes teológico-literarias de san Julián de Toledo in «Gregorianum» 33 (1952), pp. 399–417.
- O. F. Piazza, Il Prognosticon futuri saeculi di Giuliano di Toledo in A. Ascione - M. Gioia, Sicut flumen pax tua, 1997, pp. 217–234.
- O. F. Piazza, Giuliano di Toledo. Conoscere le ultime realtà, Epos, 2005.
- N. P. Stork, A Spanish bishop remembers the future: oral traditions and Purgatory in Julian of Toledo in «Oral Tradition» 23 (2008), pp. 43–70.
- A. Veiga Valina, La doctrina escatológica de San Julián de Toledo, La Voz de la Verdad, Lugo, 1940.